# 遠北光彦
遠北 光彦（あちきた てるひこ、1954年（昭和29年）9月9日 - ）は、日本の実業家。南海電気鉄道代表取締役社長兼CEOを経て、同社代表取締役会長兼CEO。堺商工会議所常議員、とくしまCITY取締役社長。

## 略歴
- 1954年 - 和歌山県生まれ
- 1978年 - 慶應義塾大学商学部卒業[2]
  - 同年 - 南海電気鉄道株式会社入社
- 2003年 - 株式会社南海徳島ビルディング取締役社長
- 2009年 - 南海グループの南海商事株式会社取締役社長
- 2012年 - 執行役員
- 2013年 - 取締役、グループ事業室長
- 2015年 - 取締役社長兼CEO[3]
- 2022年 - MBSメディアホールディングス社外監査役
- 2023年 - 取締役会長兼CEO